# Gustave Van Belle (Radsportler)
Gustave Van Belle (* 16. März 1912 in Lovendegem; † 25. August 1954 in Gent) war ein belgischer Radrennfahrer.

## Sportliche Laufbahn
Van Belle war im Straßenradsport aktiv. 1934 siegte er in der ersten Austragung des Eintagesrennens Gent–Wevelgem vor Maurice Vandenberghe, welches damals ein Rennen für „Junioren“ war, zu jener Zeit eine Bezeichnung für die Fahrer zwischen 19 und 22 Jahren. Danach trat er im Radsport nicht mehr in Erscheinung. Er ertrank 1954 in der Leie, als er seinen Sohn aus derselben retten wollte.